# Ahora (álbum de Fabiana Cantilo)
Ahora es el undécimo disco solista de la cantautora de rock Fabiana Cantilo. Producido por Cay Gutiérrez y Marcelo Capasso en 2011. Este además de ser el undécimo disco solista de Cantilo, es su cuarto disco con canciones totalmente de su autoría, dándole nuevamente la consagración no solo como la gran voz femenina del rock argentino, sino también como una gran compositora. 

## Características
Luego del éxito de "En la vereda del sol", Cantilo lanza este álbum con canciones de su autoría, reflejadas en situaciones de su niñez, anécdotas graciosas e incluso hay un tema dedicado a su padre, Gabriel Cantilo. La cantante presentará su disco con una extensa gira por Argentina el año 2012. El disco fue grabado entre los meses de agosto y junio del año 2011, en los estudios Orion y Unisono. El álbum está dedicado al "amor incondicional", el primer corte de difusión del disco fue "Una vez más", videoclip en el cual cuenta con la participación de Silvina Luro, su madre, ya que la historia relataba una anécdota de ella.

## Lista de canciones
| N.º | Título                   | Escritor(es)                      | Duración |  |
| 1.  | «Meteoritos»             | Fabiana Cantilo y Ezequiel Borra  | 2:34     |  |
| 2.  | «Mariscal»               | Fabiana Cantilo y Cay Gutiérrez   | 4:10     |  |
| 3.  | «Todo Se Transforma»     | Fabiana Cantilo y Cay Gutiérrez   | 3:58     |  |
| 4.  | «Una Vez Más»            | Fabiana Cantilo                   | 4:12     |  |
| 5.  | «Micrón De Segundo»      | Fabiana Cantilo                   | 3:05     |  |
| 6.  | «Silbido Del Viento»     | Fabiana Cantilo                   | 3:54     |  |
| 7.  | «Portal»                 | Fabiana Cantilo                   | 3:14     |  |
| 8.  | «Sonrisa Eterna»         | Fabiana Cantilo y German Vecino   | 3:33     |  |
| 9.  | «Pobre Paraíso»          | Fabiana Cantilo                   | 3:52     |  |
| 10. | «Ángulo Recto»           | Fabiana Cantilo                   | 3:27     |  |
| 11. | «Madrugada»              | Fabiana Cantilo y Marcelo Capasso | 3:49     |  |
| 12. | «No Quiero Ser Tu Amiga» | Fabiana Cantilo                   | 3:28     |  |
| 13. | «Rayo De Luz»            | Fabiana Cantilo                   | 3:29     |  |
| 14. | «Querido Papá»           | Fabiana Cantilo                   | 3:44     |  |
| 15. | «Solo Quiero Dormir»     | Fabiana Cantilo                   | 3:43     |  |

## Videoclips
- Una vez más
- Micrón de segundo
- Rayo de Luz
- Meteoritos

## Músicos
- Fabiana Cantilo: Voz
- Cay Gutiérrez: Piano y coros
- Marcelo Capasso: Bajo, guitarra eléctrica y acústica
- Javier Miranda: Batería
- Marcelo Predacino: Guitarra eléctrica y acústica
- Leonora Arbiser: Acordeón
- Emiliano Domínguez: Percusión
- Mariana Cañardo: Violín
- Sergio Liszewski: Guitarra eléctrica
- Gaston Furlong: Guitarra eléctrica y acústica
- Paula Sadovnik: Sello
- Laura Casarino: Coros

## Músicos invitados
En la grabación del álbum participaron los siguientes músicos:
- Gabriel Carambula: guitarra acústica y eléctrica en "Portal", "Micron de segundo", "Mariscal", "Pobre paraíso", "Angulo recto", "No quiero ser tu amiga", "Rayo de luz" y "Querido papá"
- Ulises Butrón: guitarras en "Madrugada"
- Laura Casarino: coros en "Todo se transforma" y "No quiero ser tu amiga"
- Hilda Lizarazu: coros en "Micron de segundo"
- Leonora Arbiser: coros en "Portal", "Todo se transforma" y "Pobre paraíso"

## Personal
- Producción Artística y Dirección General: Cay Gutiérrez - Marcelo Capasso
- Ingeniero de Grabación y Mezcla: Pablo Rabinovich
- Asistente de Grabación y Mezcla: Alejandro Goldstein
- Mánager: Margarita Bruzzone
- Personal Mánager: Claudia Rojas
- Asistentes: Cintia Benítez
- Dirección de Arte, Diseño y Desarrollo Conceptual: Barbara Marquez - Natalia Deganis
- Aporte Conceptual e Idea de Tapa: Fabiana Cantilo
- Estilismo: Claudia Rojas
- Vestuario: Maria Pryor
- Maquillaje y peinado: Emanuel Miño
- Fotos: Pablo Schreiterer

## Nominaciones
- Premios Gardel 2012: mejor álbum artista de rock.